# Apache Lenya
Apache Lenya est un système de gestion de contenu libre écrit en Java/XML basé sur le framework Cocoon. Ses fonctionnalités incluent une historisation des versions, un scheduler, un moteur de recherche interne (basé sur Lucene), une gestion de workflow personnalisable et des éditeurs WYSIWYG intégrés au navigateur.
Le projet Lenya débute en 1999 sous l'impulsion de Michael Wechner. En 2000, Michael a fondé Wyona qui a continué le développement de Lenya. (Lenya est composé du nom de ses deux enfants Levi et Vanya). Au printemps 2003, Wyona cède Lenya à la Apache Software Foundation qui en a fait un projet de prime importance.
Apache Lenya est distribué selon les termes de la licence Apache 2.0.
Le projet est terminé en 2015.